# Pjotr Stolypin
Pjotr Arkaďjevič Stolypin (rusky Пётр Аркадьевич Столыпин, 14. dubna 1862 Drážďany, Sasko – 18. září 1911 Kyjev, Ruské impérium) byl ruský předrevoluční politik a ministerský předseda Ruska v letech 1906 až 1911.

## Kariéra
Pjotr Arkaďjevič Stolypin pocházel z významné ruské aristokratické rodiny. Jeho matka Natalia M. Gorčakova byla dcerou dlouholetého ruského ministra zahraničí Alexandra Gorčakova[zdroj?] a otec Arkadij D. Stolypin byl generálem artilerie a nějaký čas například vojenským velitelem moskevského Kremlu. Jeho bratr byl básník Alexandr Stolypin. Pjotru Stolypinovi se dostalo nejlepšího vzdělání na univerzitě v Petrohradu, kterou dokončil v roce 1885 a vzápětí po jejím absolvování nastoupil do státní služby, nejprve na ministerstvo státních majetků.
V roce 1902 se stal nejmladším gubernátorem (guvernérem) Grodna (bylo mu jen čtyřicet let). Následně byl přesunut do Saratova, kde si získal jméno díky tomu, že jako jeden z mála dokázal v této sociálně rozbouřené provincii zachovat pořádek. Ze Saratova potom vedla jeho cesta přímo do Petrohradu do křesla ministra vnitra ve vládě Ivana Goremykina.

## Ministerským předsedou (1906–1911)
V roce 1906 byl carem Mikulášem II. Pjotr Stolypin jmenován Goremykinovým nástupcem na post ministerského předsedy ruské vlády, a to v relativně složité situaci po první ruské revoluci v roce 1905. Jedním z prvních kroků bylo rozpuštění První Dumy v roce 1906 a zavedení volební reformy, která znamenala omezení vlivu nižších skupin obyvatelstva na volební výsledky (hlavně rolníků a dělníků, což vzalo hlasy například ruské sociální demokracii). Konzervativnější složení Druhé a především Třetí Dumy Stolypinově vládě zaručovalo lepší kooperaci s Dumou, což vedlo k relativní stabilitě ruské politické scény v době Stolypinovy vlády.

## Agrární reforma (1906–1911 resp. 1917)

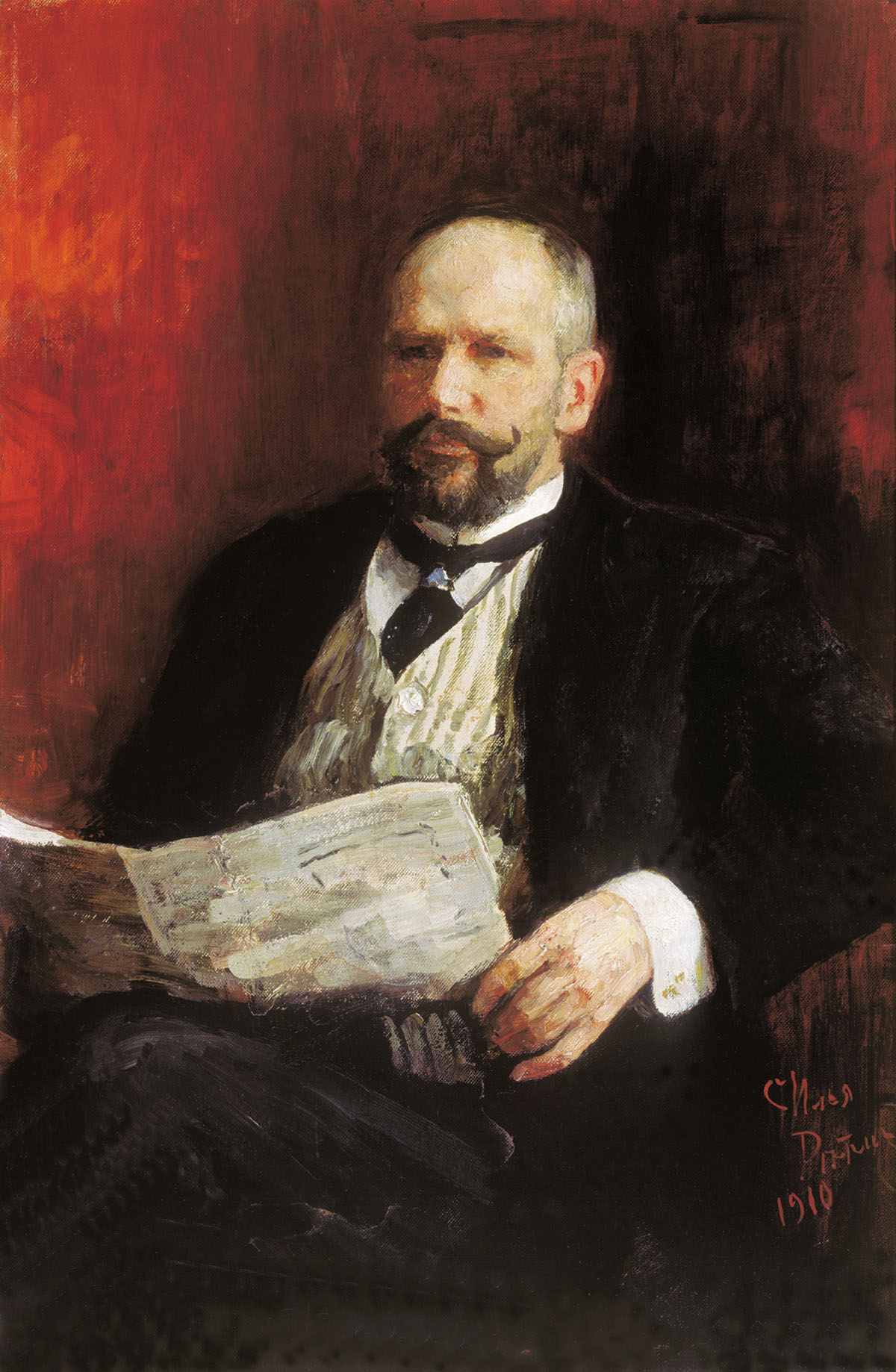
Stolypin na obraze Ilji Repina

Stolypinovy zkušenosti s politickou správou Ruska, znalost hospodářských a sociálních poměrů země i revoluční atmosféra v roce 1905 přispěly k tomu, že po roce 1906 Stolypinova vláda navrhla především zavedení agrárních reforem, které chtěly Rusko na jedné straně zmodernizovat a na druhé straně zabránit dalšímu revolučnímu výbuchu. Stolypinovy agrární reformy se snažily vybudovat vrstvu bohatého rolnictva, která by hospodařila na soukromé půdě, což znamenalo v podstatě privatizaci obščiny a kapitalizaci ruského zemědělství. Vzhledem k tomu, že carské Rusko bylo až do roku 1917 dominantně agrárním státem, byla tato agrární reforma významným krokem k jeho socio-ekonomické přeměně od zrušení nevolnictví v roce 1861. Stolypinovy reformy navazovaly na dřívější reformní politiku prvního ministerského předsedy Ruska Sergeje Witteho. Reformy se snažily o podporu zemědělského vzdělávání, vytvoření agrární strany zastupující zájmy zemědělců a také o podporu hospodářské kolonizace dalněvýchodních oblastí Sibiře. Tyto reformy je nutné vidět také v kontextu výstavby Transsibiřské magistrály a dalších železničních tepen v oblastech Uralu a Kaspického moře, které podpořily kolonizaci Sibiře.
Úspěch reforem byl nicméně jenom částečný – v celé řadě ruských regionů se pokusy o privatizaci ruského zemědělství setkávaly s konzervativní opozicí v řadách samotného rolnictva, které trvalo na staleté existenci instituce obščiny a privatizaci obščiny odmítalo. Nicméně tato reforma bezesporu posílila ekonomický růst Ruska před první světovou válkou a dala základy pro vznik moderního zemědělství, který ale přerušila bolševická revoluce (1917) a následující kolektivizace zemědělství ve dvacátých letech 20. století.

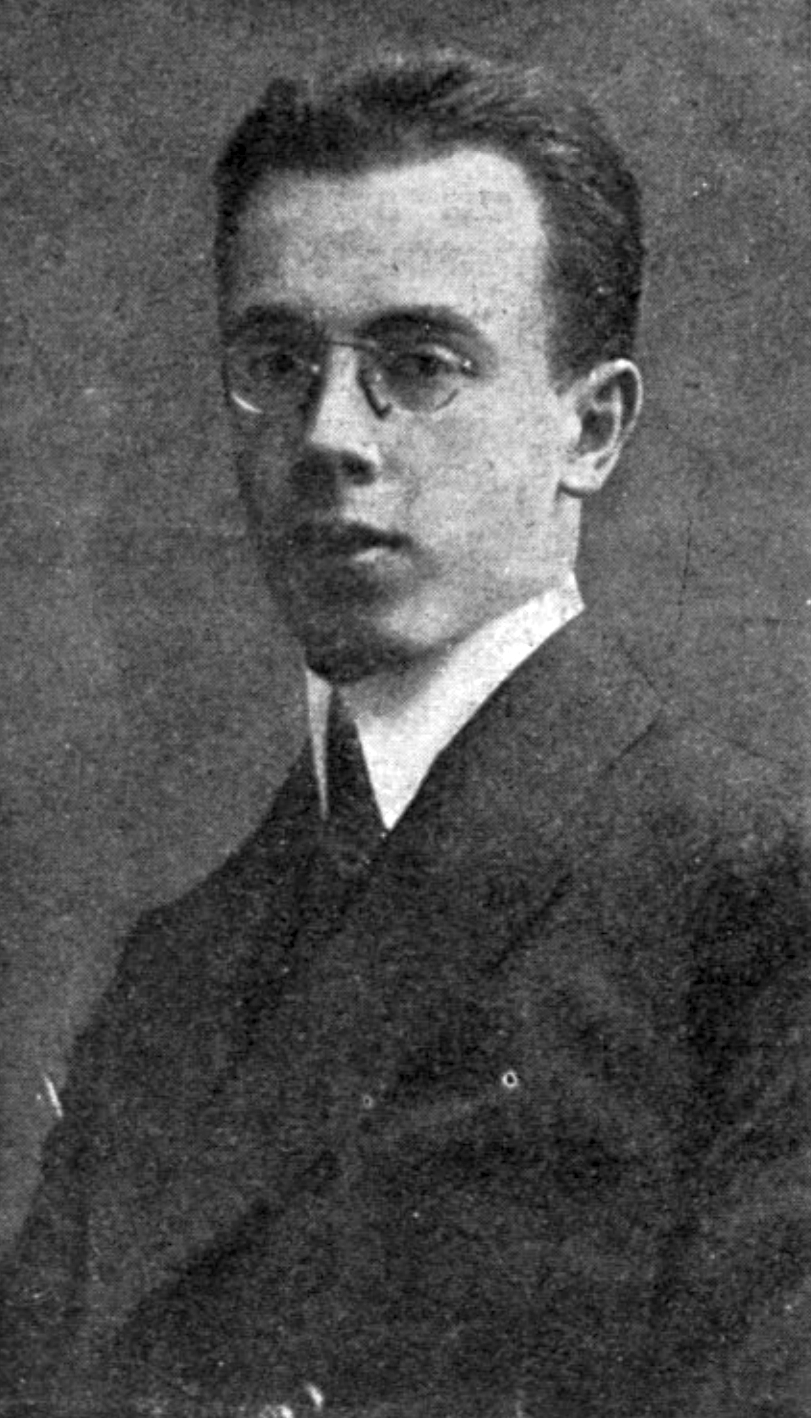
Stolypinův vrah Dmitrij Bogrov

## Stolypinova smrt
V předchozích letech bylo vůči Stolypinovi zorganizováno celkem 10 atentátů, ani jeden úspěšný. Koncem srpna 1911 pobýval car Mikuláš II., ministerský předseda Stolypin a další vysoce postavení ruští představitelé v Kyjevě u příležitosti odhalení pomníku Alexandra II. Dne 1. září (14. září podle gregoriánského kalendáře) 1911 byl během představení v Kyjevském divadle Pjotr Stolypin smrtelně zraněn (postřelen) atentátníkem Dmitrijem Bogrovem, studentem práv, anarchistou a zároveň agentem Ochranky, který ho zasáhl do ruky a do břicha. Za čtyři dny, 5. září (18. září gregoriánského kalendáře) 1911, svému zranění podlehl. Důvody atentátu nejsou uspokojivě vysvětleny, neví se, zda vrah, jenž byl 11 dní po atentátu popraven, jednal na základě svých revolučních pohnutek, nebo na příkaz Ochranky.
Atentát na Stolypina použil jako důležitý motiv ve své divadelní hře The Holy Devil (Rasputin) dramatik Leo Birinski. Atentátník Bogrov zde vystupuje pod jménem Magrov, Stolypin byl předlohou pro postavu Ministra.

## Stolypinovo dědictví
Po roce 1991 je postava Pjotra Stolypina v Rusku oceňována, a to především díky jeho reformní politice i schopnosti stabilizovat ruskou politickou scénu mezi lety 1906–1911. Je považován za nejúspěšnějšího ruského premiéra předrevoluční doby. V roce 2008 byl v televizním hlasování zvolen druhým nejvýznamnějším Rusem ruských dějin, hned za Alexandrem Něvským a před Josifem Stalinem.
Pro agrární elitu současného Ruska je od roku 2001 udělována Cena Pjotra Stolypina.
Pro česko-ruské vztahy měl Pjotr Stolypin též mimořádný přínos, když v roce 1907 svou vládní vyhláškou přeměnil Ruskou gymnastickou obec na ruskou odnož Sokolského hnutí, za což sklidil kritiku od některých ruských odpůrců západnictví, ruských turnerských spolků a rakouské vlády. Velmi uznával odkaz Miroslava Tyrše a se svým synem Arkadijem Petrovičem do Sokola sám vstoupil a začal podporovat Svaz ruského sokolstva v každém možném směru.